# Valdescorriel (kommunhuvudort)
Valdescorriel är en kommunhuvudort i Spanien.   Den ligger i provinsen Provincia de Zamora och regionen Kastilien och Leon, i den nordvästra delen av landet, 230 km nordväst om huvudstaden Madrid. Valdescorriel ligger 736 meter över havet och antalet invånare är 191.
Terrängen runt Valdescorriel är platt. Runt Valdescorriel är det glesbefolkat, med 10 invånare per kvadratkilometer. Närmaste större samhälle är Benavente, 14,1 km väster om Valdescorriel. Trakten runt Valdescorriel består till största delen av jordbruksmark.